# Underlivsbetændelse
Underlivsbetændelse er en bakteriel infektion af de indre organer i underlivet på kvinder; æggestokke, æggeleder, livmoder og livmoderhals.

## Årsager til underlivsbetændelse
Flere forskellige bakterier kan være årsag til betændelse i underlivet, mest almindeligt er dog klamydia og gonorré. Bakterierne trænger op i livmoderen gennem skeden, typisk i forbindelse med samleje. Skylning af skeden er en anden mulig årsag.
Forekomsten af underlivsbetændelse er højest blandt seksuelt aktive kvinder, hvor risikoen øges ved hyppigt partnerskifte.
Risikoen for underlivsbetændelse er derudover forøget i forbindelse med abort (kirurgisk), opsættelse af spiral, anden operation i livmoderen samt hos patienter som tidligere har haft betændelse i underlivet.

## Symptomer
De mest almindelige symptomer er
- Smerter i underlivet
- Feber[2][3]
- Udflåd fra skeden
- Kraftige menstruationer
- Smertefulde menstruationer
- Blødning mellem menstruationer
- Blødning efter samleje
- Smerter/svie ved vandladning
- Opkast eller kvalme (sjældent)[kilde mangler]

## Diagnose
Diagnosen stilles typisk ved brug af flere forskellige prøver, som foretages bl.a. for at udelukke andre sygdomme. Der foretages normalt blodprøve, urinprøve, podning af livmoderhalsen, generel gynækologisk undersøgelse og eventuelt en graviditetstest. Hvis nødvendigt, foretages desuden en ultralydsscanning og i meget sjældne tilfælde en kikkertundersøgelse, for at finde tegn på inflammation.

## Behandling
Behandling foregår ved brug af antibiotika såsom ofloxacin, azithromycin, cefixim og metronidazol. Administrationen kan være både oral og intravenøs.